# Queen (álbum de Nicki Minaj)
Queen —en español: Reina— es el cuarto álbum de estudio de la Rapera Trinitense Nicki Minaj, fue lanzado el 10 de agosto de 2018 por los sellos discográficos Young Money Entertainment, Cash Money Records y Republic Records. El álbum incluye colaboraciones con Eminem, Labrinth, Lil Wayne, Ariana Grande, The Weeknd, Swae Lee, Future y Foxy Brown.
El álbum estaba planeado para ser lanzado el 15 de junio de 2018, sin embargo, Minaj quería lanzar otro sencillo antes de su estreno, por lo que la rapera decidió retrasarlo hasta el 10 de agosto. Minaj decidió retrasar una vez más el álbum, esta vez hasta el 17 de agosto, debido a que no obtuvo la autorización de un sample, el cual estaba incluido en una canción del álbum. Finalmente, la canción fue eliminada de este por lo que se regresó al 10 de agosto como fecha de estreno.

## Antecedentes
Tras el final del The Pinkprint Tour en agosto de 2015, Minaj entró en el Ebro in the Morning del Hot 97 en octubre de 2016, donde le pidieron detalles sobre su próximo álbum, respondiendo, "El álbum es épico, pero es un buen viaje. Antes de que saliera mi primer álbum, estaba en la canción de todos; tenía mi propia campaña sin darme cuenta. Ahora mismo, tengo que completar algunas cosas para otras personas..." Durante las siguientes entrevistas, Minaj afirmó que su cuarto álbum de estudio sería su "mejor trabajo", "un álbum clásico de hip-hop que la gente nunca olvidará".
Durante el último trimestre de 2016 varias fuentes reportaron que Minaj ya se encontraba trabajando en su próximo trabajo discográfico y que este sería lanzado a finales del año siguiente. A finales de enero de 2017 fue lanzada la colaboración de Major Lazer con Minaj, «Run Up», donde la trinitense rapeaba: "A punto de lanzar un álbum, este es mi cuarto". Desde ese momento se proyectó el lanzamiento de dicho álbum entre septiembre y diciembre de 2017.
El 10 de marzo de 2017 Minaj lanzó simultáneamente tres nuevos sencillos «Changed It» junto a Lil Wayne, «Regret In Your Tears» en solitario y  «No Frauds» junto a Drake y Lil Wayne, los cuales posiblemente dieran paso a un álbum, gracias al estos lanzamientos, Minaj se convirtió en la mujer con más entradas de todos los tiempos en la lista Billboard Hot 100 con 76 canciones.
En octubre de 2017, Minaj se abrió para la revista T Magazine sobre su visión del álbum. "Sónicamente, sé cómo va a sonar el álbum", dijo, "Sé lo que este álbum va a significar para mis fanáticos. Este álbum es todo en mi vida en un círculo completo. [...] Ahora, puedo "Les digo lo que pasó durante los últimos dos años de mi vida. Sé quién soy. Estoy haciendo que Nicki Minaj se entere con este álbum y la quiero".
Luego realizó varias colaboraciones con otros artistas a lo largo de 2017, antes de comenzar una pausa de las redes sociales en año nuevo. El 10 de abril de 2018, Nicki Minaj anunció en Instagram que lanzaría dos nuevas canciones: «Barbie Tingz» y «Chun-Li» el 12 de abril. Además, aprovechó el momento para publicar la portada de los respectivos sencillos.
Minaj finalmente dio noticias sobre su nuevo álbum en una entrevista en el Met Gala el 7 de mayo de 2018 donde anunció que este se titularía Queen y que sería lanzado el 15 de junio de ese mismo año. Sin embargo, el 24 de mayo fue anunciado el retraso de este para el mes de agosto. Para compensar a sus seguidores, Minaj anunció que tenía algunas sorpresas preparadas para el mes de junio, incluyendo la preventa de Queen.
El 7 de junio, Minaj desveló la portada del álbum en sus redes sociales. La portada presenta a Minaj en una rama de árbol con cocos y joyas inspiradas tanto en Cleopatra como en la diosa egipcia Sejmet. La misma describe este álbum como su "mejor trabajo hasta hoy".

## Sencillos
«Chun-Li» fue lanzado el 12 de abril de 2018 por Young Money Entertainment y Cash Money Records como el sencillo principal del álbum. La canción tuvo una buena recepción comercial al alcanzar la posición 10 del Billboard Hot 100, además obtuvo la certificación Platino por vender más de un millón de unidades en Estados Unidos.
«Bed» en colaboración con Ariana Grande, fue lanzado el 14 de junio de 2018 como el segundo sencillo del álbum junto con la pre-orden del álbum por Young Money Entertainment y Cash Money Records. La canción tuvo una recepción comercial moderada al alcanzar la posición 42 del Billboard Hot 100, teniendo en cuenta que todas las colaboraciones anteriores de Minaj y Grande lanzadas como sencillo han tocado el Top 10. El 16 de octubre de 2018 la canción recibió la certificación Oro por vender más de 500 000 unidades en Estados Unidos.
«Barbie Dreams» fue lanzado el 14 de agosto de 2018 por Young Money Entertainment y Cash Money Records como el tercer sencillo del álbum a través de la radio rítmica contemporánea. La canción tuvo una buena recepción comercial al debutar en la posición 18 del Billboard Hot 100, además el 17 de octubre de 2018 obtuvo la certificación Oro por vender más de 500 000 unidades en Estados Unidos.
«Good Form» en colaboración con Lil Wayne, fue lanzado el 29 de noviembre de 2018 por Young Money Entertainment y Cash Money Records como el cuarto y último sencillo del álbum. La canción tuvo una recepción comercial mala al alcanzar la posición número 60 del Billboard Hot 100.

### Sencillos promocionales
«Barbie Tingz» fue lanzado como un sencillo el 12 de abril de 2018, junto a «Chun-Li» por Young Money Entertainment y Cash Money Records. Tiempo después, no fue incluida en la versión estándar del álbum, pero se incluyó en la versión Target de este como una pista adicional.
«Rich Sex» con Lil Wayne fue lanzado el 11 de junio de 2018 como el primer sencillo promocional del álbum.
«Ganja Burn» fue promocionado con un vídeo musical dirigido por Mert Alas y Marcus Piggott, lanzado el 13 de agosto de 2018. La canción alcanzó la posición número 60 del Billboard Hot 100.
«Hard White» también fue promocionó con un video musical dirigido por Mike Ho, lanzado el 1 de febrero del 2019.

### Otras canciones
«Fefe» de 6ix9ine en colaboración con Nicki Minaj y Murda Beatz, fue lanzado como un sencillo el 22 de julio de 2018 por TenThousand Projects. La canción se agregó al álbum en medio de su primera semana de seguimiento como una pista adicional de este.
«Sorry» en colaboración con Nas, fue lanzado el 11 de agosto, pero fue excluido del álbum debido a que incluye un sample no autorizado del sencillo «Baby Can I Hold You» de Tracy Chapman.
«Majesty» junto a Labrinth y en colaboración con Eminem, fue programado por Young Money Entertainment y Cash Money Records para impactar el 16 de noviembre de 2018 en la radio rítmica contemporánea como el cuarto sencillo del álbum, pero fue finalmente cancelado.

## Recepción crítica
Queen recibió críticas generalmente favorables por parte de los críticos de música. En Metacritic, que asigna una calificación de normal de 100, el álbum recibió una puntuación de media de 70, basado en 22 críticas.
Ella Jukwey de The Independent escribió que Queen es "el álbum más importante de la carrera de Minaj hasta ahora. Es la primera vez en su carrera que se enfrenta a una oposición real, y este último disco sugiere que la competencia saca lo mejor de ella. Puede carecer de cohesión en ciertos puntos, pero una cosa nunca está en duda: Minaj sigue siendo uno de los mejores en su campo." Para Billboard, Kathy Iandoli declaró que Queen "existe para ejemplificar la longevidad probada de Nicki, que es una rareza para finalmente declararla un bien digno de la realeza", aunque fue crítico de la longitud del álbum. Briana Younger de Pitchfork le dio al álbum una crítica positiva, afirmando que "las conexiones entre pasado y presente, entre estilo y forma, hacen que Queen se sienta como ella. El álbum es creativamente honesto." Erin Lowers de Exclaim! le dio al álbum una crítica generalmente positiva, diciendo que destacaba la capacidad de la rapera para adaptarse a un sonido siempre cambiante de paisaje", concluyendo que Minaj no iría a ninguna parte pronto.
En una revisión mixta, Bryan Rolli de Forbes concluyó que Queen es "un gran álbum de 10 canciones que se esconde dentro de un desordenado álbum de 19 canciones", aunque complementó el lirismo de Minaj, y dijo que el álbum "les da a los fanáticos suficiente para hundir sus dientes". Para Los Angeles Times, Mikael Wood dijo que Minaj "pasa tanto tiempo describiendo su dominio que una conclusión clara es que teme que comience erosionar [...] todas las cosas del "back-in-my-day" sugiere una falta de confianza en su perspectiva única ". Para The Washington Post, Chris Richards dijo, "Queen sólo se siente conectada a la rapera de la manera más triste, como otro retrato de un rapera visionaria en declive. Un gran álbum de regreso de Minaj sería el primer gran álbum de Minaj, período." Carl Anka de NME escribió: "Desafortunadamente, al tratar de enfrentar a todos los que vienen a la vez, hay partes de Queen que se sienten como un exceso. Hay un esfuerzo de diez pistas mejor escondido en Queen, pero tienes la impresión de que Nicki siguió pistas como «Miami» para cubrir sus apuestas en una oferta por el éxito de transmisión. " Mosi Reeves de Rolling Stone escribió que Queen "trae un nuevo personaje de Minaj: la monarca regia y altiva, una mujer que insiste en rimas afiladas como una prerrogativa de excelencia", sin embargo, lo observó tener "una sección media flácida y sinuosa".
En una crítica desfavorable, The Hollywood Reporter Jonny Coleman consideró el álbum "un lío sin alegría" y resumió, "Minaj realmente no investiga ninguno de sus problemas con ella misma u otros de alguna manera significativa en el nuevo álbum. Cuando todo esté dicho y hecho, es solo otra lista de reproducción de los bangers de mish-mash desconectados que probablemente olvidaremos en dos semanas ". Un artículo de The New York Times señaló que los dos primeros sencillos del álbum "no han logrado mantenerse comercialmente". Spencer Kornhaber de The Atlantic criticó su contenido lírico, escribiendo: "Cuando Minaj rapea en «Hard White» que nunca tendrá que desnudarse para obtener la 'pole position', es un claro golpe a la ex bailarina exótica que la está superando últimamente, pero también socava la posición más amplia de Minaj que Las mujeres que usan el atractivo sexual y sus cerebros merecen respeto. En lugar de atacar el sistema que siempre ha hecho que Minaj se sienta inadecuado, ella gasta su energía en acumularlo y pasa su daño de inmediato. ¿Hay alguna forma más inteligente?." El sitio de hip hop en línea, HipHopDX criticó el álbum por su falta de profundidad y su tiempo de ejecución: "Minaj ha sobresalido hasta el punto de que Onika Maraj ha recurrido a un alter ego cuando se trata de apariciones públicas y la música. No hay capas profundas por descubrir en Queen."

## Recepción comercial
En Estados Unidos, Queen debutó en la segunda posición del Billboard 200 con 185,000 unidades (de las cuales 78,000 eran ventas puras del álbum), marcando la mejor semana de streaming para un álbum de Minaj.
Su debut en el segundo puesto fue motivo de polémica, ya que según la propia Minaj, Spotify trato de "castigarle" al publicar su álbum con casi 12 horas de retraso en la plataforma debido a que había puesto su música durante 10 minutos en Queen Radio (a través de Apple Music, la competencia), también, acusó a Travis Scott por utilizar a su pareja Kylie Jenner para elevar las ventas de su álbum. El álbum se convirtió en el tercer mejor debut por una mujer en el 2018, únicamente abajo de Invasion of Privacy de Cardi B con 255 000 unidades y Sweetener de Ariana Grande con 231 000 unidades. Durante su segunda semana en la lista, el álbum cayó al tercer lugar vendiendo 95 000 unidades. En su tercera semana, el álbum vuelve a caer, esta vez al quinto lugar con 64 000 unidades vendidas. En su cuarta semana, el álbum cayó a la séptima posición vendiendo 47 000 unidades. Durante su quinta semana, el álbum cayó a la undécima posición de la lista. En su sexta semana, el álbum volvió el Top 10, exactamente en la novena posición, marcando su última semana entre los primeros 10 álbumes más vendidos, con un total de 5 semanas. En su séptima semana el álbum cayó a la posición número 13, manteniéndose en la misma posición la semana siguiente. En su novena semana el álbum bajo hasta la posición 19. La siguiente semana, el álbum se elevó 2 lugares, a la posición número 17. La semana siguiente, el álbum dejó el Top 20.
El 6 de septiembre de 2018 la RIAA le otorgó una certificación oro al álbum, por haber vendido más de 500 000 unidades incluyendo streaming y ventas de sencillos. El 15 de octubre de 2018, el álbum fue certificado ‘Platino’ en Estados Unidos, por haber logrado vender más de un millón de unidades.
En Reino Unido, el álbum debutó en la quinta posición del UK Albums Chart, marcando su segunda llegada al Top 10 desde que su segundo álbum de estudio Pink Friday: Roman Reloaded debutara en el primer puesto. En Australia debutó en la cuarta posición del 'ARIA Albums Chart', marcando su puesto más alto con uno de sus álbumes en ese país.
En Canadá logró debutar en la segunda posición de igual manera, haciendo su debut por debajo de Astroworld, esto marco su cuarto álbum top 10. El álbum también ingresó en el Top 10 de otros mercados de música, como Bélgica, Francia, Irlanda, Nueva Zelanda, Noruega, Países Bajos y Suiza.

## Lista de canciones
- Edición estándar:[86][1]

| N.º     | Título                                  | Escritor(es)                                                                                  | Productor(es)                                   | Duración |  |
| 1.      | «Ganja Burn»                            | Onika Maraj · Jairus Mozee · Jeremy Reid                                                      | J. Reid                                         | 4:54     |  |
| 2.      | «Majesty» (junto a Labrinth con Eminem) | Maraj · Luis Resto · Marshall Mathers · Timothy Mckenzie                                      | Labrinth · Eminem                               | 4:55     |  |
| 3.      | «Barbie Dreams»                         | Maraj · Rivelino Wouter · Rashad Smith · Melvin Hough II                                      | Mel & Mus · Smith                               | 3:18     |  |
| 4.      | «Rich Sex» (con Lil Wayne)              | Onika Maraj · Dwayne Carter · Aubrey Delaine · Jawara Headley · Jeremy Reid                   | Delaine · Reid                                  | 3:12     |  |
| 5.      | «Hard White»                            | Maraj · Matthew Samuels · Brittany Hazzard · Ramón Ibanga Jr.                                 | Boi-1da · Illmind                               | 3:13     |  |
| 6.      | «Bed» (con Ariana Grande)               | Maraj, Grande· Dwayne Chin-Quee · Ben Diehl · Brett Bailey · Gamal Lewis · Mescon David Asher | Supa Dups · Beats Bailey · Messy · Ben Billions | 3:09     |  |
| 7.      | «Thought I Knew You» (con The Weeknd)   | Maraj · Abel Tesfaye · Reid · Hazzard                                                         | J. Reid                                         | 4:39     |  |
| 8.      | «Run & Hide»                            | Maraj · Masamune Kudo · Brittany Hazzard · Rupert Thomas Jr.                                  | Rex Kudo · Sevn Thomas                          | 2:34     |  |
| 9.      | «Chun Swae» (con Swae Lee)              | Maraj · Khalif Brown · Leland Wayne                                                           | Metro Boomin                                    | 6:10     |  |
| 10.     | «Chun-Li»                               | Maraj                                                                                         | Reid                                            | 3:11     |  |
| 11.     | «LLC»                                   | Maraj · Jason Fox · Rasool Díaz · Wesley Dees                                                 | Sool · DJ Wes · JFK                             | 3:41     |  |
| 12.     | «Good Form»                             | Maraj · Michael Williams II                                                                   | Mike Will Made It · Pluss                       | 3:19     |  |
| 13.     | «Nip Tuck»                              | Maraj · Hazzard · Daniel Johnson · Jeremy Coleman · June Nawakii                              | JMIKE · Kane Beatz · Nawakii                    | 3:27     |  |
| 14.     | «2 Lit 2 Late Interlude»                | Maraj · Hazzard · Julian Gramma · Adam Feeney                                                 | J Gramm · Frank Dukes                           | 0:55     |  |
| 15.     | «Come See About Me»                     | Maraj · Hazzard · Christopher Braide · Henry Walter                                           | Braide · Walter                                 | 4:06     |  |
| 16.     | «Sir» (con Future)                      | Maraj · Wayne · Nayvadius Wilburn · Xavier Dotson                                             | Metro Boomin · Zaytoven                         | 3:44     |  |
| 17.     | «Miami»                                 | Maraj · Díaz · Douglas Patterson · Shane Lindstrom                                            | Murda Beatz                                     | 3:10     |  |
| 18.     | «Coco Chanel» (con Foxy Brown)          | Maraj · Ashley Bannister · Joshua Adams · Foxy Brown\|Inga Marchand                           | J Beatzz                                        | 3:44     |  |
| 19.     | «Inspirations Outro»                    | Maraj · Adams · Bannister                                                                     | J Beatzz · Bannister                            | 0:58     |  |
| 1:06:19 |                                         |                                                                                               |                                                 |          |  |

- Edición adicional[87][88]

| Queen (Bonus Version) |        |                                                                                                   |                       |          |  |
| N.º                   | Título | Escritor(es)                                                                                      | Productor(es)         | Duración |  |
| 20.                   | «Fefe» | Daniel Hernández · Onika Maraj · Shane Lindstrom · Kevin Gomringer · Tim Gomringer · Andrew Green | Murda Beatz · Cubeatz | 2:59     |  |
| 69:18                 |        |                                                                                                   |                       |          |  |

- Edición exclusiva para Target & Japón[89][90][91]

| Queen (Target & Japan Exclusive Bonus Version) |                   |          |  |
| N.º                                            | Título            | Duración |  |
| 21.                                            | «Barbie Tingz»    | 3:11     |  |
| 22.                                            | «Regular Degular» | 3:33     |  |
| 72:51                                          |                   |          |  |

## Premios y nominaciones
| Año  | Premiación                  | Categoría     | Resultado | Ref.                        |
| ---- | --------------------------- | ------------- | --------- | --------------------------- |
| 2018 | People's Choice Awards 2018 | Álbum del año | Ganador   | [ 92 ] [ 93 ] [ 94 ] [ 95 ] |

## Giras de conciertos
«The Nicki Wrld Tour» es la cuarta gira de conciertos de la rapera trinitense Nicki Minaj para promocionar su cuarto álbum de estudio.

## Posicionamiento en listas

### Listas semanales
| País              | Lista                  | Mejor posición | Ref.    |
| 2018              | 2018                   | 2018           | 2018    |
| ----------------- | ---------------------- | -------------- | ------- |
| Australia         | ARIA                   | #4             | [ 98 ]  |
| Austria           | Ö3 Austria Top 40      | #11            | [ 99 ]  |
| Bélgica (Flandes) | Ultratop 50            | #11            | [ 99 ]  |
| Bélgica (Valonia) | Ultratop 40            | #8             | [ 99 ]  |
| Canadá            | Canadian Albums        | #2             | [ 100 ] |
| Dinamarca         | Hitlisten              | #18            | [ 101 ] |
| Estados Unidos    | Billboard 200          | #2             | [ 102 ] |
| Estados Unidos    | Top R&B/Hip-Hop Albums | #2             | [ 103 ] |
| Estados Unidos    | Top Rap Albums         | #2             | [ 104 ] |
| Estados Unidos    | Digital Albums         | #2             | [ 105 ] |
| República Checa   | IFPI                   | #44            | [ 106 ] |
| Países Bajos      | MegaCharts             | #8             | [ 107 ] |
| Finlandia         | IFPI                   | #11            | [ 108 ] |
| Francia           | SNEP                   | #7             | [ 109 ] |
| Alemania          | Offizielle Top 100     | #18            | [ 110 ] |
| Hungría           | MAHASZ                 | #31            | [ 111 ] |
| Irlanda           | IRMA                   | #5             | [ 112 ] |
| Italia            | FIMI                   | #19            | [ 113 ] |
| Nueva Zelanda     | RMNZ                   | #8             | [ 114 ] |
| Noruega           | VG-lista               | #9             | [ 115 ] |
| Polonia           | (ZPAV                  | #27            | [ 116 ] |
| Escocia           | OCC                    | #40            | [ 117 ] |
| España            | PROMUSICAE             | #18            | [ 118 ] |
| Suecia            | Sverigetopplistan      | #15            | [ 119 ] |
| Suiza             | Schweizer Hitparade    | #5             | [ 120 ] |
| Reino Unido       | UK Albums Chart        | #5             | [ 121 ] |
| Reino Unido       | R&B Albums             | #1             | [ 122 ] |

### Listas de fin de año
| País           | Lista                  | Posición final | Ref.    |
| 2018           | 2018                   | 2018           | 2018    |
| -------------- | ---------------------- | -------------- | ------- |
| Australia      | ARIA                   | #69            | [ 123 ] |
| Canadá         | Canadian Albums        | #40            | [ 124 ] |
| Estados Unidos | Billboard 200          | #42            | [ 125 ] |
| Estados Unidos | Top R&B/Hip-Hop Albums | #25            | [ 126 ] |
| Estados Unidos | Top Rap Albums         | #17            | [ 127 ] |
| Estados Unidos | Digital Albums         | #24            | [ 128 ] |

## Certificaciones
| País                                                                                            | Organismo certificador | Certificación | Ventas    | Ref.                         |
| ----------------------------------------------------------------------------------------------- | ---------------------- | ------------- | --------- | ---------------------------- |
| Estados Unidos                                                                                  | RIAA                   | Platino       | 1 000 000 | [ 80 ] [ 81 ] [ 82 ] [ 129 ] |
| Reino Unido                                                                                     | BPI                    | Plata         | 60 000    | [ 130 ]                      |
| (*) Ventas basadas únicamente en la certificación.Todas las certificaciones incluyen streaming. |                        |               |           |                              |

## Historial de lanzamientos
| Región | Fecha                | Formato                    | Etiquetas                                                     | Ref.            |
| ------ | -------------------- | -------------------------- | ------------------------------------------------------------- | --------------- |
| Varios | 10 de agosto de 2018 | Descarga digital Streaming | Young Money Entertainment Cash Money Records Republic Records | [ 1 ]           |
| Varios | 17 de agosto de 2018 | CD                         | Young Money Entertainment Cash Money Records Republic Records |                 |
| Varios | noviembre de 2018    | LP • Casete                | Young Money Entertainment Cash Money Records Republic Records | [ 131 ] [ 132 ] |